# Доблибаре
Доблибаре (алб. Doblibarë/Balldrin) је насељено место у општини Ђаковица, на Косову и Метохији. Према попису становништва из 2011. у насељу је живело 902 становника.

## Становништво
Према попису из 2011. године, Доблибаре има следећи етнички састав становништва:
| Националност | 2011.        |
| Албанци      | 902 (100,0%) |
| Укупно       | 902          |

| Демографија | Демографија | Демографија |
| Година      | Становника  | Становника  |
| ----------- | ----------- | ----------- |
| 1948.       | 504         |             |
| 1953.       | 537         |             |
| 1961.       | 634         |             |
| 1971.       | 783         |             |
| 1981.       | 971         |             |
| 1991.       | 1.049       |             |
| 2011.       | 902         |             |